# هری روی‌یر
هری رِوی‌یِر (انگلیسی: Harry Revier؛ ‏ ۱۶ مارس ۱۸۹۰ – ۱۳ اوت ۱۹۵۷) کارگردان اهل ایالات متحده آمریکا بود.
از فیلم‌های او می‌توان به پسر تارزان و انتقام تارزان اشاره نمود.بایگانی فیلم آکادمی اسکار یکی از فیلم‌های او - کد مجرم - را که متعلق به سال ۱۹۳۰ میلادی است، مرمت و حفظ کرده است.